# Хозьминское сельское поселение
Хозьминское сельское поселение или муниципальное образование «Хо́зьминское» — муниципальное образование  со статусом сельского поселения в Вельском муниципальном районе Архангельской области. 
Соответствует административно-территориальной единице в Вельском районе — Хозьминский сельсовет.
Административный центр — деревня Хозьмино.

## География
Хозьминское сельское поселение находится на западе Вельского района. Крупнейшие реки — Вель, Елюга, Шадреньга. Крупных озёр на территории поселения нет.
Граничит:
- на севере с муниципальным образованием «Липовское»
- на востоке с муниципальным образованием «Пакшеньгское» и с муниципальным образованием «Шадреньгское»
- на юге с муниципальным образованием «Усть-Вельское» и с муниципальным образованием «Солгинское»
- на западе с муниципальным образованием «Усть-Шоношское» и с муниципальным образованием «Верхнешоношское»

## История
Дата образования Хозьминского сельсовета неизвестна, но в архивном фонде муниципального образования есть сведения по личному составу начиная с 1927 года.
Муниципальное образование было образовано в 2006 году.

## Население
| 2005 | 2010 | 2011 | 2012 | 2013 | 2014 | 2015 | 2016 | 2017 |
| ---- | ---- | ---- | ---- | ---- | ---- | ---- | ---- | ---- |
| 932  | ↘817 | ↘816 | ↘782 | ↘741 | ↘728 | ↘703 | ↘700 | ↘675 |
| 2018 | 2019 | 2020 | 2021 | 2023 |      |      |      |      |
| ↘643 | ↗647 | ↘613 | ↘498 | ↘469 |      |      |      |      |

## Состав сельского поселения
| №  | Населённый пункт | Тип населённого пункта          | Население |
| -- | ---------------- | ------------------------------- | --------- |
| 1  | Алексинская      | деревня                         | ↗1        |
| 2  | Бурцевская       | деревня                         | ↗22       |
| 3  | Быковская        | деревня                         | →0        |
| 4  | Великий Куст     | деревня                         | →0        |
| 5  | Гридинская       | деревня                         | ↘13       |
| 6  | Дымковская 1-я   | деревня                         | →0        |
| 7  | Дымковская 2-я   | деревня                         | →11       |
| 8  | Ексинская        | деревня                         | →0        |
| 9  | Исполиновка      | посёлок                         | ↘58       |
| 10 | Кишерма          | деревня                         | ↘157      |
| 11 | Кореневская      | деревня                         | →0        |
| 12 | Мауркинская      | деревня                         | ↘6        |
| 13 | Никитинская      | деревня                         | ↘24       |
| 14 | Никольская       | деревня                         | ↘5        |
| 15 | Портновская      | деревня                         | ↗3        |
| 16 | Смольянская      | деревня                         | ↘100      |
| 17 | Хозьмино         | посёлок, административный центр | ↘456      |
| 18 | Якушевская       | деревня                         | →0        |

## Инфраструктура
До районного центра существует дорога, по большей части с гравийным покрытием. Протяженность дорог и улиц внутри границ населенных пунктов МО «Хозьминское» составляет 12,616 километров.

### Законодательство
- Областной закон «О статусе и границах территорий муниципальных образований в Архангельской области» (текущая редакция от 15.02.2010, возможность просмотра всех промежуточных редакций), (первоначальная редакция от 2004 года)

### История
- Археологические стоянки (Вельский район)
- Справочник административного деления Архангельской области в 1939-1945 годах (Подчинённые пункты Хозьминского сельсовета Вельского района)